# Hermann Granzow (Staatssekretär)
Hermann Heinrich Granzow (* 17. Oktober 1935 in Danzig; † 21. September 2021 in Hamburg) war ein deutscher Ministerialbeamter. Er war von 1978 bis 1982 Staatssekretär im Bundesministerium für Bildung und Wissenschaft und von 1992 bis 1998 Präsident des Rechnungshofes der Freien und Hansestadt Hamburg.

## Leben

### Herkunft und Ausbildung
Hermann Granzow, Sohn eines Ärztepaares, besuchte von 1941 bis 1952 die Schule in Ost- und Mitteldeutschland. Er legte das Abitur im Alter von 16 Jahren in Zschopau ab und ging anschließend als jüngster Student in der Deutschen Demokratischen Republik einem Studium der Germanistik, Slawistik und Psychologie nach. Im Jahr 1955 setzte er sich in die Bundesrepublik Deutschland ab und wurde dort 1959 in Bonn bei Benno von Wiese zum Dr. phil. promoviert.

### Laufbahn
Granzow, welcher ursprünglich Dramaturg beim Fernsehen werden wollte, arbeitete nach der Promotion von 1959 bis 1968 in verschiedenen Funktionen im Sekretariat der Kultusministerkonferenz. Anschließend wechselte er 1968 als Referent für Kulturpolitik in das Bundesministerium für Angelegenheiten des Bundesrates und der Länder und im November 1969 als Referent für Fragen der Bildungsplanung und Angelegenheiten des Bundesministerium für Bildung und Wissenschaft in das Bundeskanzleramt. Das Bundeskanzleramt verließ er jedoch am 1. März 1973, da er zum Gruppenleiter im Bundesministerium für Bildung und Wissenschaft aufstieg. Dort avancierte er bereits im September desselben Jahres zum Leiter der Abteilung für Bildungsplanung.
Da der bisherige Staatssekretär Reimut Jochimsen (SPD) bei Bildung einer neuen nordrhein-westfälischen Landesregierung in das Kabinett Rau I als Minister für Wissenschaft und Forschung berufen worden war, wurde Granzow unter Bundesminister Jürgen Schmude (SPD) am 4. Oktober 1982 als Nachfolger von Jochimsen zum Staatssekretär im Bundesministerium für Bildung und Wissenschaft ernannt. Nach dem Regierungswechsel im Jahr 1982 und der damit verbundenen Bildung des Kabinetts Kohl I wurde Dorothee Wilms (CDU) neue Bundesministerin für Bildung und Wissenschaft und Granzow, der wie Schmude der SPD angehörte, wurde in den einstweiligen Ruhestand versetzt. Ihm folgte als Staatssekretär Paul Harro Piazolo, den er bereits aus dem Ausschuss für Bildungsplanung der Bund-Länder-Kommission für Bildungsplanung und Forschungsförderung kannte.
Der aus dem Bundesdienst ausgeschiedene Granzow wurde 1983 unter Senator Joist Grolle (SPD) zum Staatsrat in der Hamburger Behörde für Schule und Berufsbildung ernannt. Anschließend war er von 1992 bis 1998 Präsident des Rechnungshofes der Freien und Hansestadt Hamburg.

### Partei und Familie
Hermann Granzow trat im Jahr 1964 in die Sozialdemokratische Partei Deutschlands ein.
Granzow heiratete im Jahr 1984 seine zweite Frau Karin. Aus erster Ehe brachte er einen Sohn Stefan und eine Tochter Katharina mit.
Er ruht auf dem Friedhof Ohlsdorf. Die Grabstätte liegt in der Nähe des Forums. 

## Veröffentlichungen (Auswahl)
- Künstler und Gesellschaft im Roman der Goethezeit: eine Untersuchung zur Bewusstwerdung neuzeitlichen Künstlertums in der Dichtung vom „Werther“ bis zum „Kater Murr“. Dissertation, Bonn 1960.
- Zur Ausbildung der Lehrer an Gymnasien: Arbeitsmaterial für den Schulausschuss der Kultusministerkonferenz. Sekretariat der Kultusministerkonferenz, Bonn 1963.